# Square Louise-Michel (Paris)
Pour les articles homonymes, voir Square Louise-Michel.
Le square Louise-Michel est un square du 18e arrondissement de Paris (France), dans le quartier des Grandes-Carrières.

## Situation et accès

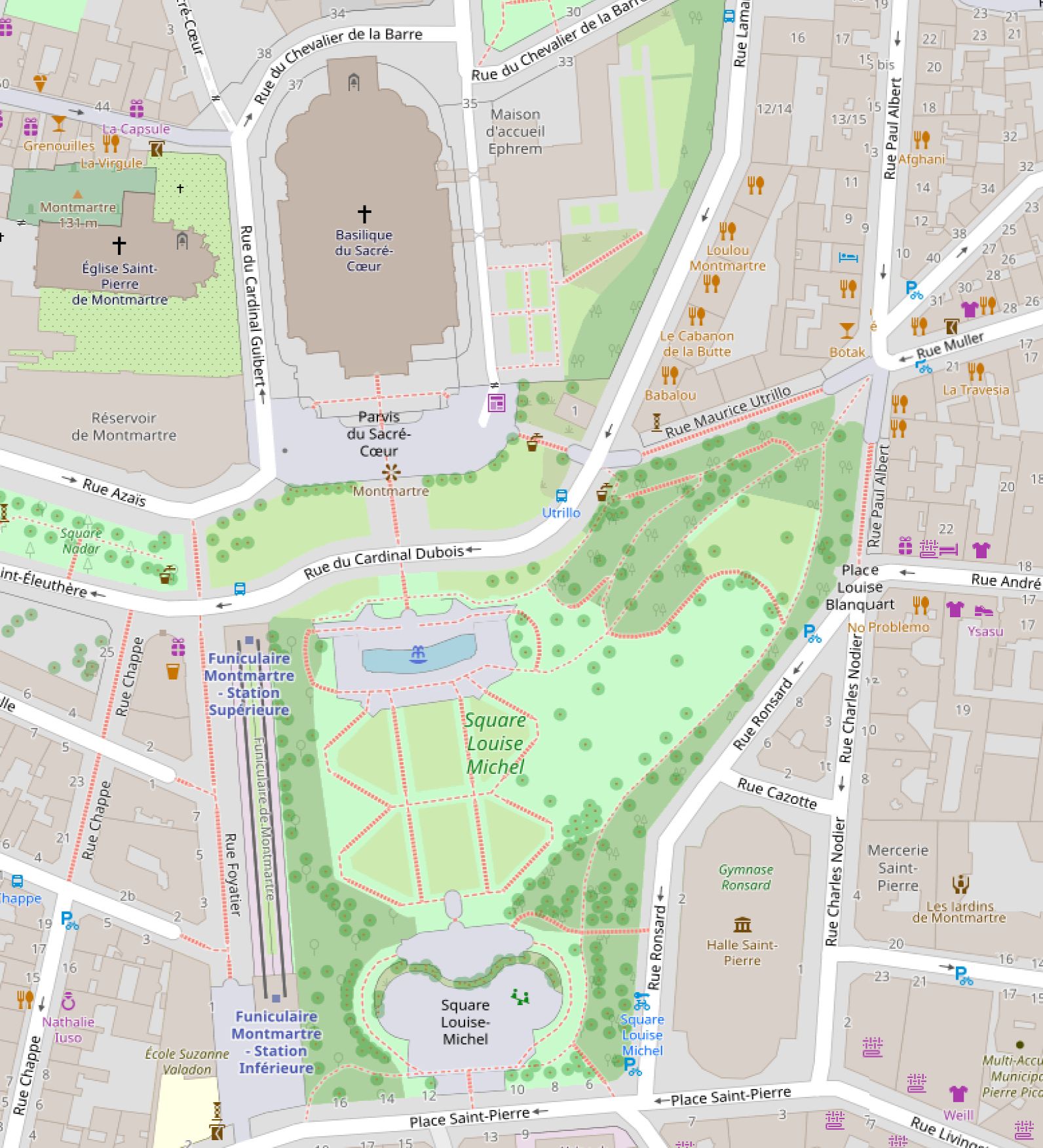
Plan du square, surmonté de la basilique du Sacré-Cœur.

Situé dans le 18e arrondissement, quartier des Grandes-Carrières, le square Louise-Michel, d'une surface de 23 737 m2, est délimité par la place Saint-Pierre, les rues Ronsard, Paul-Albert, Maurice-Utrillo, du Cardinal-Dubois et Foyatier.
Le funiculaire de Montmartre, mis en service en 1900, longe le square sur toute sa partie ouest.
Deux rampes douces en fer à cheval conduisent à une terrasse inférieure couronnée par une balustrade. De cette plate-forme partent des escaliers droits, des escaliers obliques sur les côtés et des chemins en dénivelé sur la périphérie, lesquels mènent à la terrasse supérieure surmontant la fontaine monumentale de Paul Gasq.
Situé en bas de la basilique du Sacré-Cœur de Montmartre, le square Louise-Michel est desservi par la ligne 2 à la station de métro Anvers, par la ligne 12 à la station Abbesses  et le funiculaire de Montmartre.
C'est le lieu gratuit le plus visité depuis l’incendie de Notre-Dame de Paris survenu en 2019.

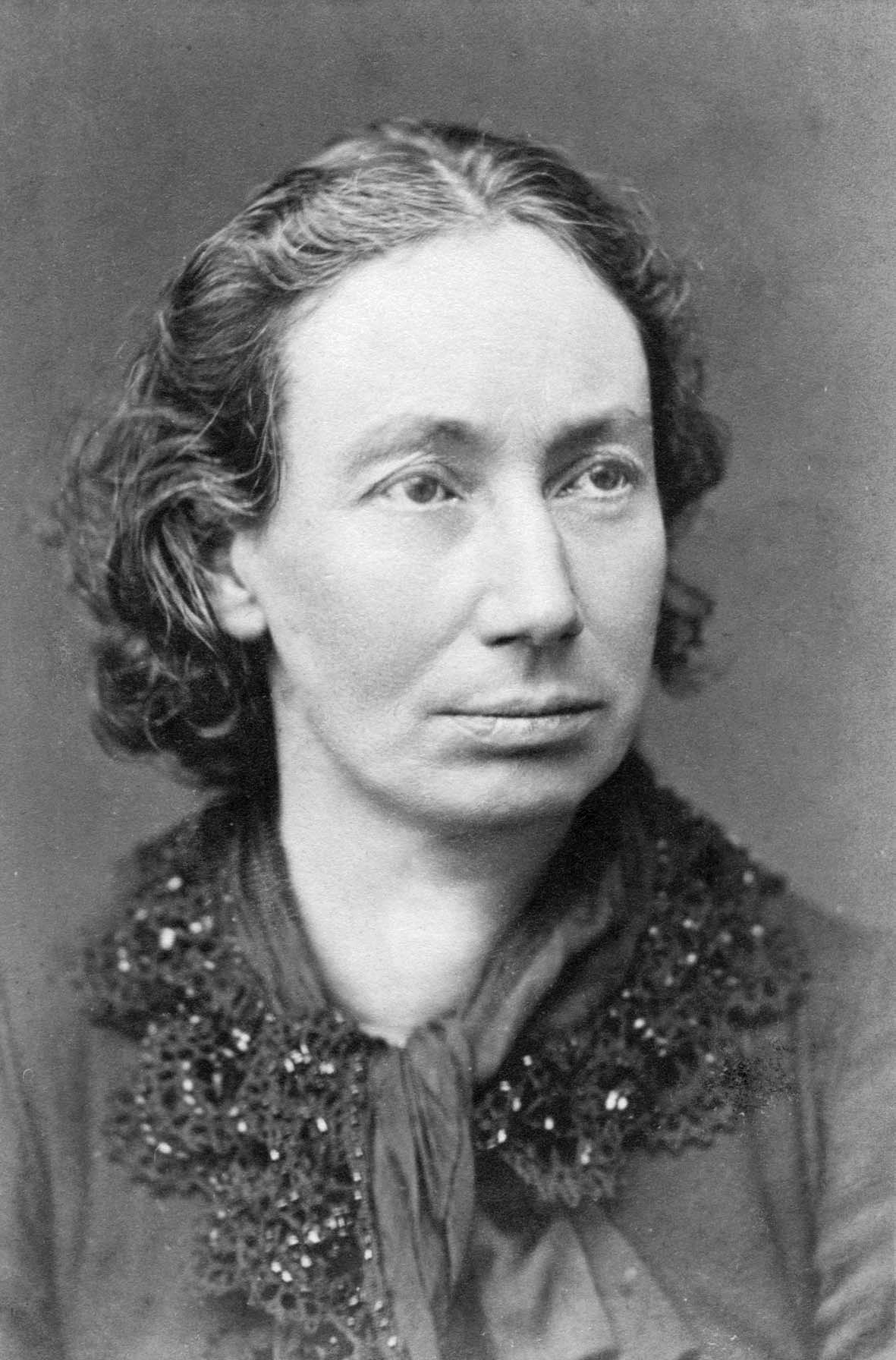
Louise Michel.

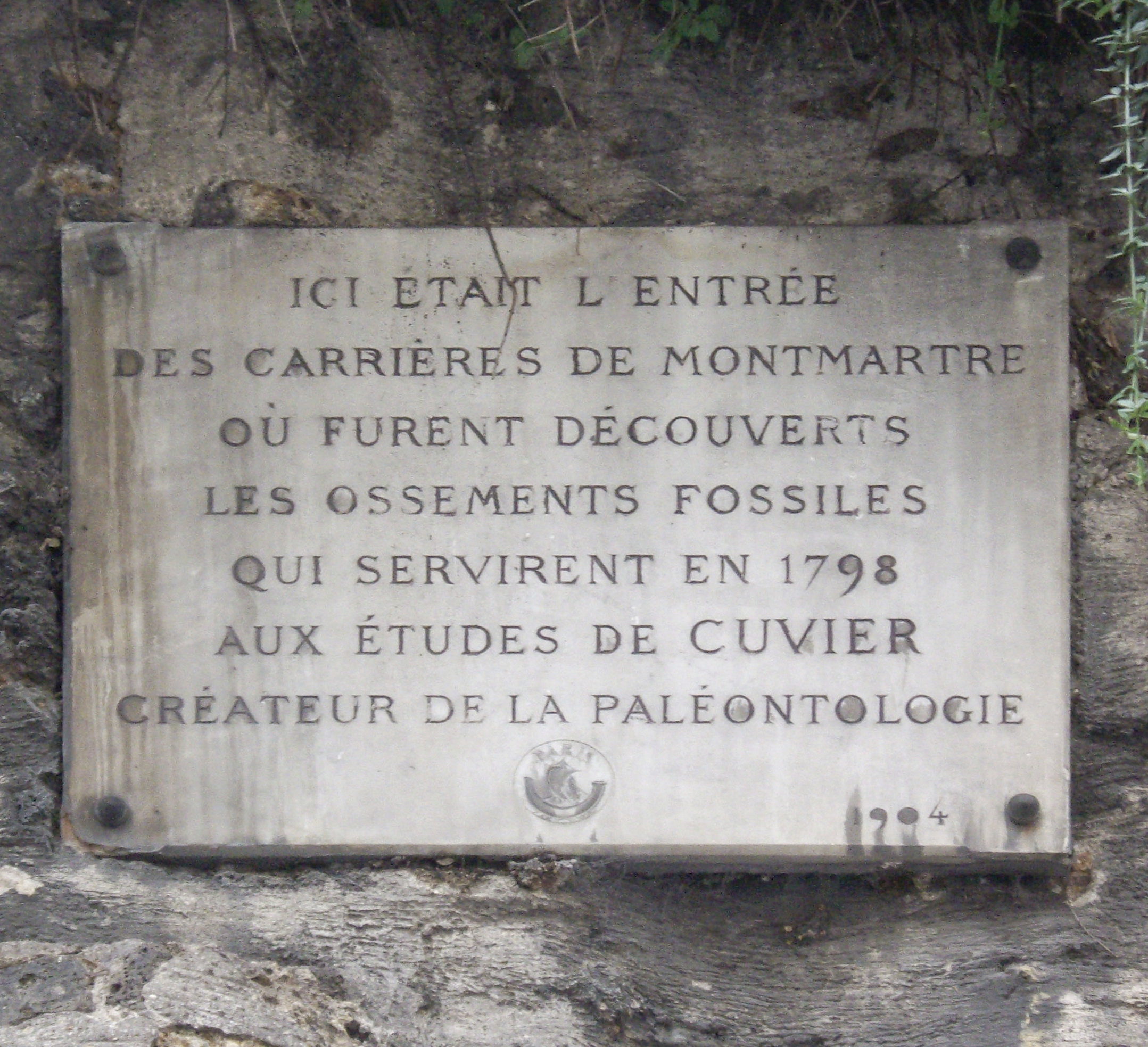
Plaque commémorative apposée sur le mur du square Louise-Michel, à l'extrémité nord de la rue Ronsard, où se trouvait l'entrée des carrières de Montmartre.

## Origine du nom
Le nom du square fait référence à Louise Michel (1830-1905), une des figures majeures de la Commune de Paris de 1871.

## Historique

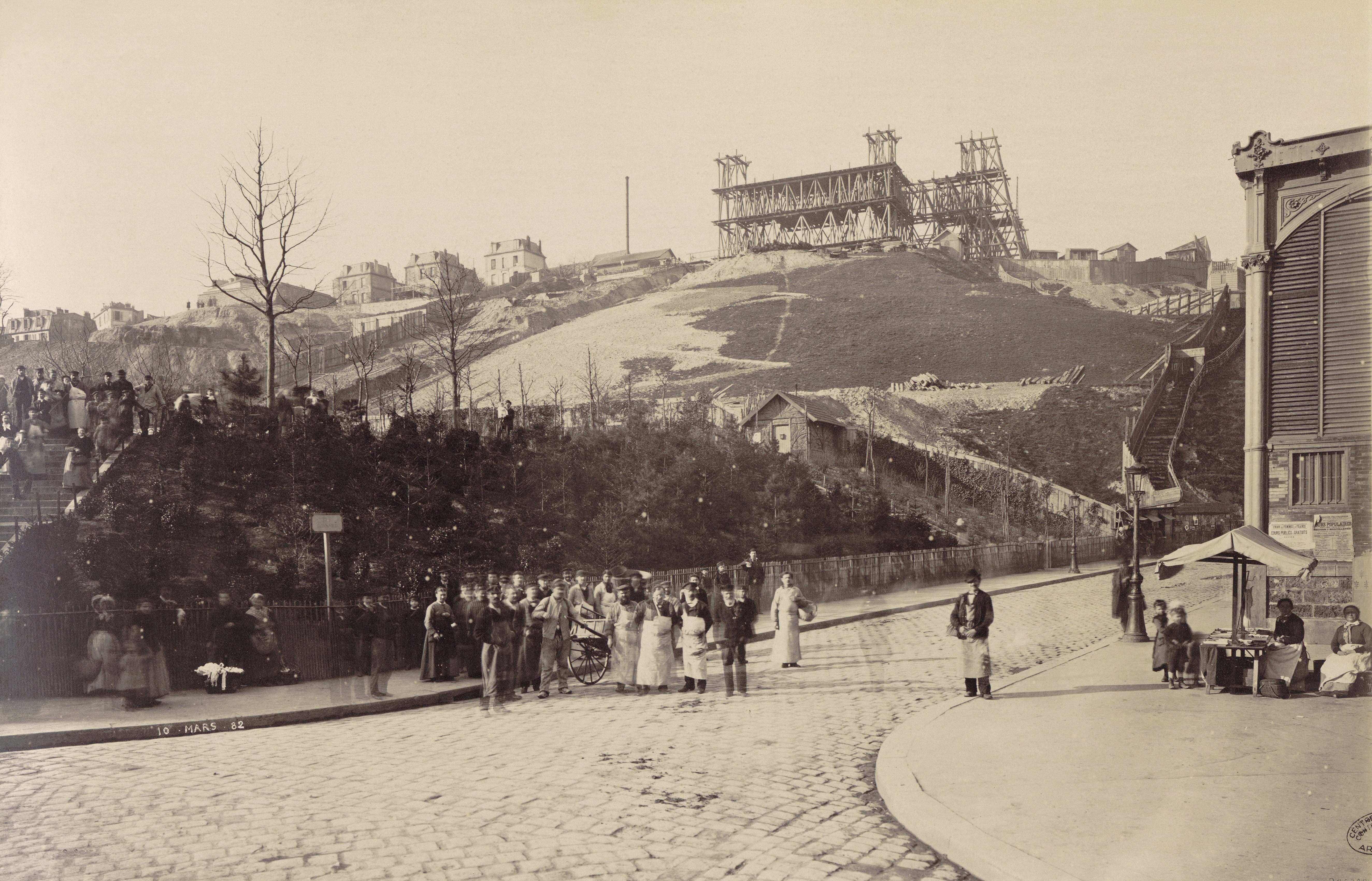
Le premier square Saint-Pierre et le chantier du Sacré-Cœur en 1882.

Le sous-sol de la butte Montmartre fut exploité depuis l'époque gallo-romaine, avec le creusement de carrières d'extraction de gypse pour la construction des immeubles parisiens.
Ces terrains faisaient partie du domaine de l'abbaye de Montmartre, qui s'étendait sur le versant sud de la butte, vendus comme bien national à des carriers et entrepreneurs de bâtiment en 1794.

### Le square Saint-Pierre
Un premier petit square Saint-Pierre, créé au pied de la butte, est livré au public le 3 avril 1877,.
À la suite de problèmes de glissements de terrain et d'éboulements de la zone étayée, Adolphe Alphand (1817-1891) entreprend, à partir de 1889, la création d'un square plus vaste — imaginé à partir de 1874 —, consistant en des sentiers cheminant sur la colline au milieu des rocailles et des bosquets. Après le décès, en décembre 1891, d'Adolphe Alphand, le projet est mis en œuvre par Paul Abadie (1812-1884) et en 1894, la partie est, côté rue Ronsard, est aménagée dans le style du parc des Buttes-Chaumont, avec cascades, chaos de rochers, grottes, chemins, escaliers, bosquets…
Vers 1900, Jean Camille Formigé (1845-1926), commence le réaménagement du lieu, avec de nouveaux travaux de soutènement, en supprimant le petit square mais en gardant ceux d'Alphand et d'Abadie. Les travaux sont terminés près de trente ans plus tard, interrompus par la Première Guerre mondiale.

### Le square Willette
En 1927, le square Saint-Pierre, une nouvelle fois remanié, est enfin inauguré et prend le nom de « square Willette », du nom d'Adolphe Willette peintre, illustrateur, affichiste, lithographe et caricaturiste, square qui s'étend sur 23 737 m2 au pied de la basilique du Sacré-Cœur,. Le relief ainsi que la basilique en surplomb ont permis à l'architecte de composer le jardin autour d'un grand escalier conduisant de la place Saint-Pierre à la basilique.

### Le square Louise-Michel
À la suite d'une délibération du Conseil de Paris souhaitant à la fois renouer avec la mémoire des milliers de morts et d'exilés pendant et après les combats de la Commune de Paris et que le dessinateur Adolphe Willette, connu pour son engagement antisémite, ne soit plus glorifié dans l'espace public, le square Willette devient, le 28 février 2004, le « square Louise-Michel ».

## Bâtiments remarquables et lieux de mémoire

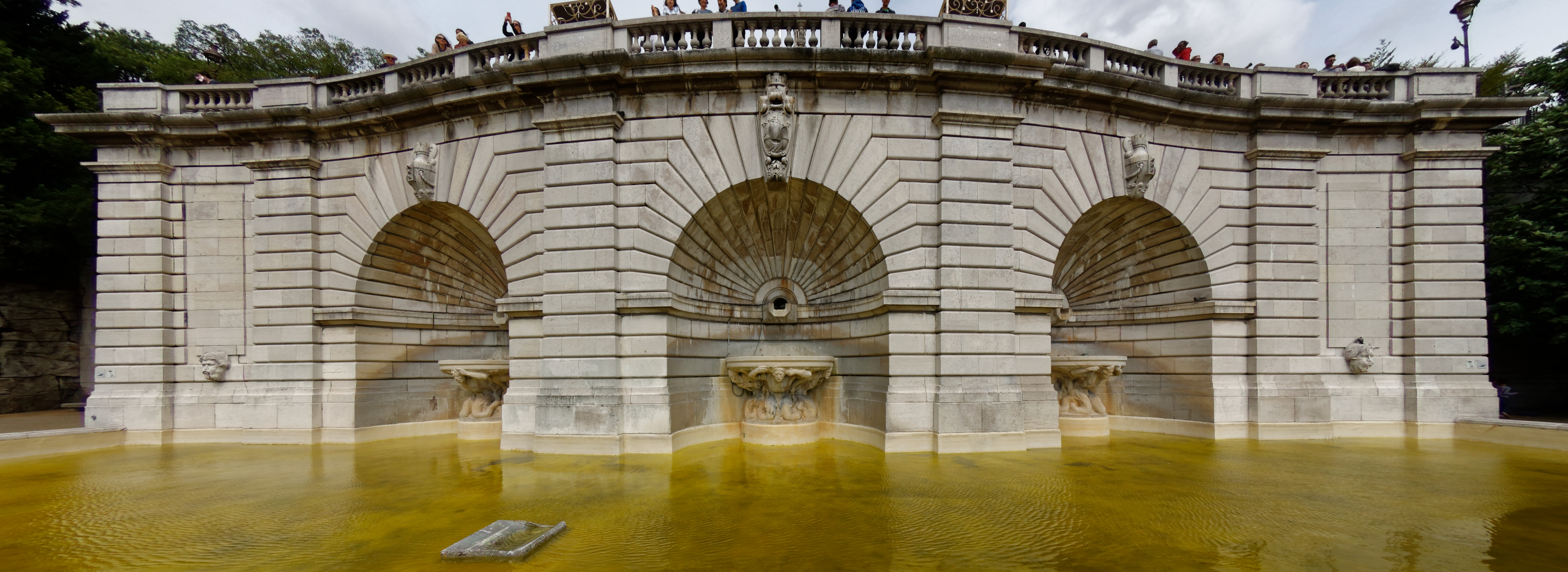
La fontaine monumentale de Paul Gasq.

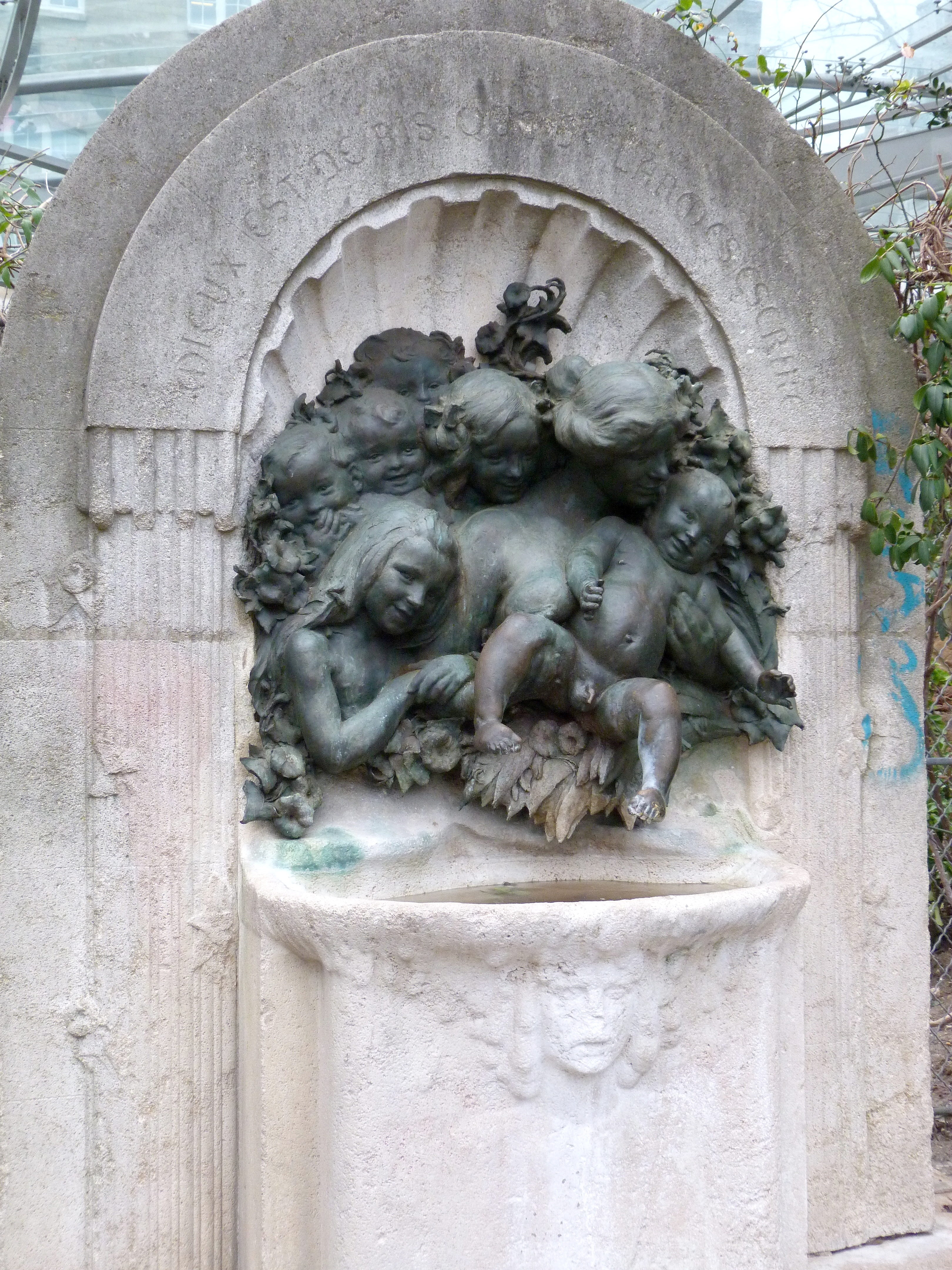
Fontaine dite des Innocents de Derré.

- Fontaine monumentale de Paul Gasq, de style néoclassique (1932) : sous la terrasse supérieure, trois niches en hémicycle et voûtées en cul-de-four abritent une goulotte déversant l'eau dans des vasques ornées de piédouches sculptés de personnages marins (Tritons, naïade), lesquels débordent dans un vaste bassin[1].
- Fontaine en pierre et bronze dite des Innocents d'Émile Derré, de 1906 : une jeune mère soutient son enfant tandis que derrière eux des fillettes et des gamins s'éjouissent. Le pénis du gros bébé, à l'image du Manneken-Pis, émet un jet d'eau dans la vasque. Les personnages en bronze reflètent une image idéaliste du bonheur, renforcée par la maxime rabelaisienne gravée « Mieux vaut de ris que de larmes escrire »[1].
- Allée de l'Île-des-Pins : cette voie piétonne, qui débute à l’entrée du square, côté rue Muller, et longe la rue Ronsard jusqu’à la place Saint-Pierre[11], a été dénommée et inaugurée en mars 2021 par Anne Hidalgo, la maire de Paris, dans le cadre des célébrations des 150 ans de la Commune de Paris en hommage aux milliers de communards qui ont été déportés au bagne de cette île de Nouvelle-Calédonie et qui y perdirent la vie. Cette allée du square accueille un « araucaria du souvenir »[12],[13].
- Arbres monumentaux :
  - marronnier d'Inde de 20 m de haut et 3,30 m de circonférence datant de 1902 (arbre classé remarquable[14]) ;
  - ptérocaryer du Caucase de 20m de haut et 3,60 m de circonférence datant de 1899 (arbre classé remarquable) ;
  - févier d'Amérique de 3 m de circonférence datant de 1914[14] ;
  - araucaria ;
  - figuier ;
  - grenadier, planté en 1952, hauteur 3m (classé arbre remarquable)[14] ;
  - ginkgo biloba ;
  - magnolia ;
  - Platane d'Orient, planté en 1857, hauteur 28m, circonférence 520 cm[14] ;
  - Oranger des Osages planté en 1922, hauteur 26 m, circonférence 375 cm (arbre classé remarquable)[14].
- Le « Carrousel vénitien » de Montmartre implanté au bas des grands escaliers est un manège forain contemporain, à étage, fabriqué par la manufacture Bertazzon[15] « dans le goût du XVIIIe siècle[16]. »

## Galerie

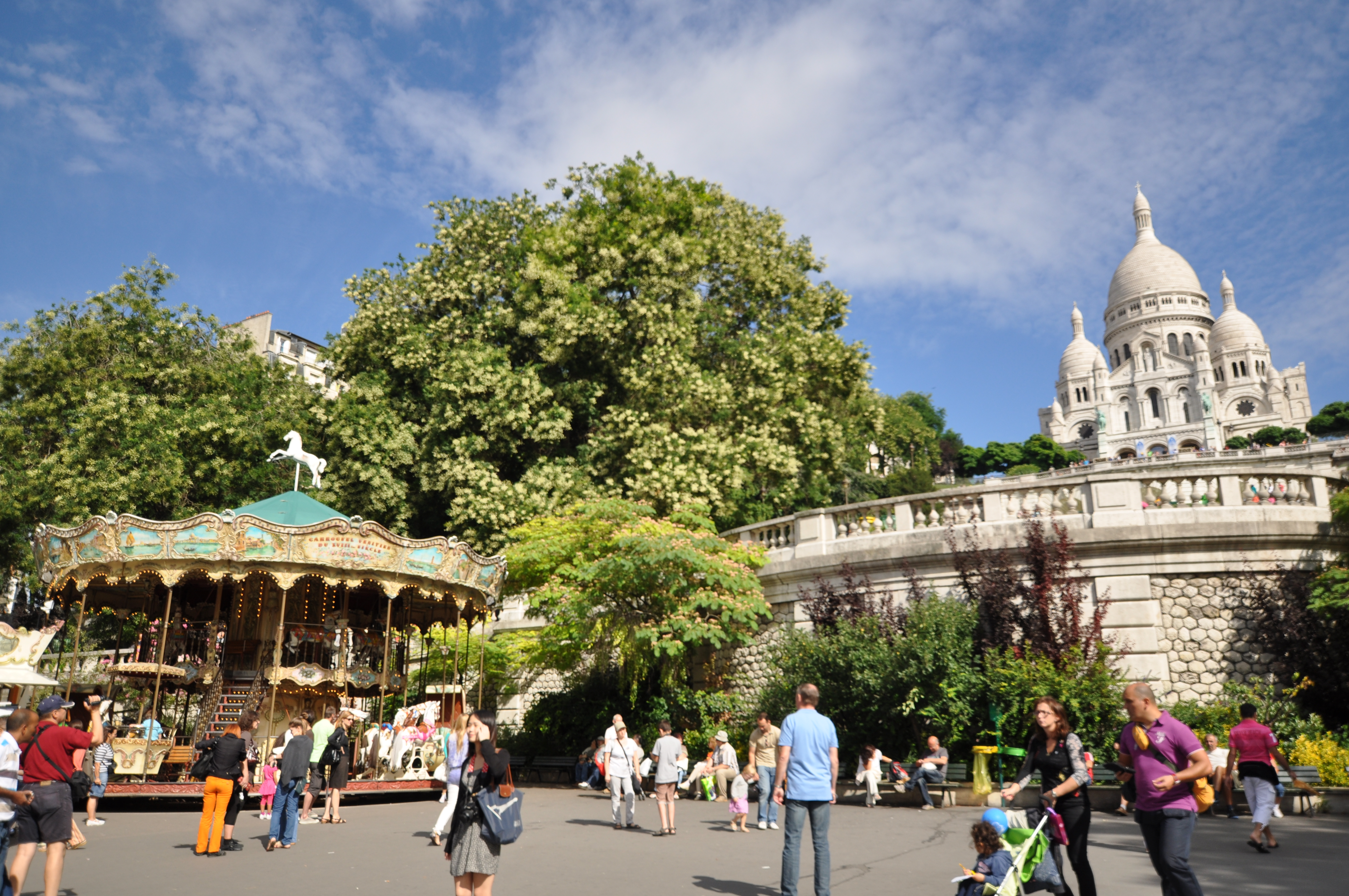
Au bas des grands escaliers, le « Carrousel vénitien » de Montmartre est un manège forain de fabrication contemporaine, à étage, créée par Bertazzon « dans le goût du XVIIIe siècle ».
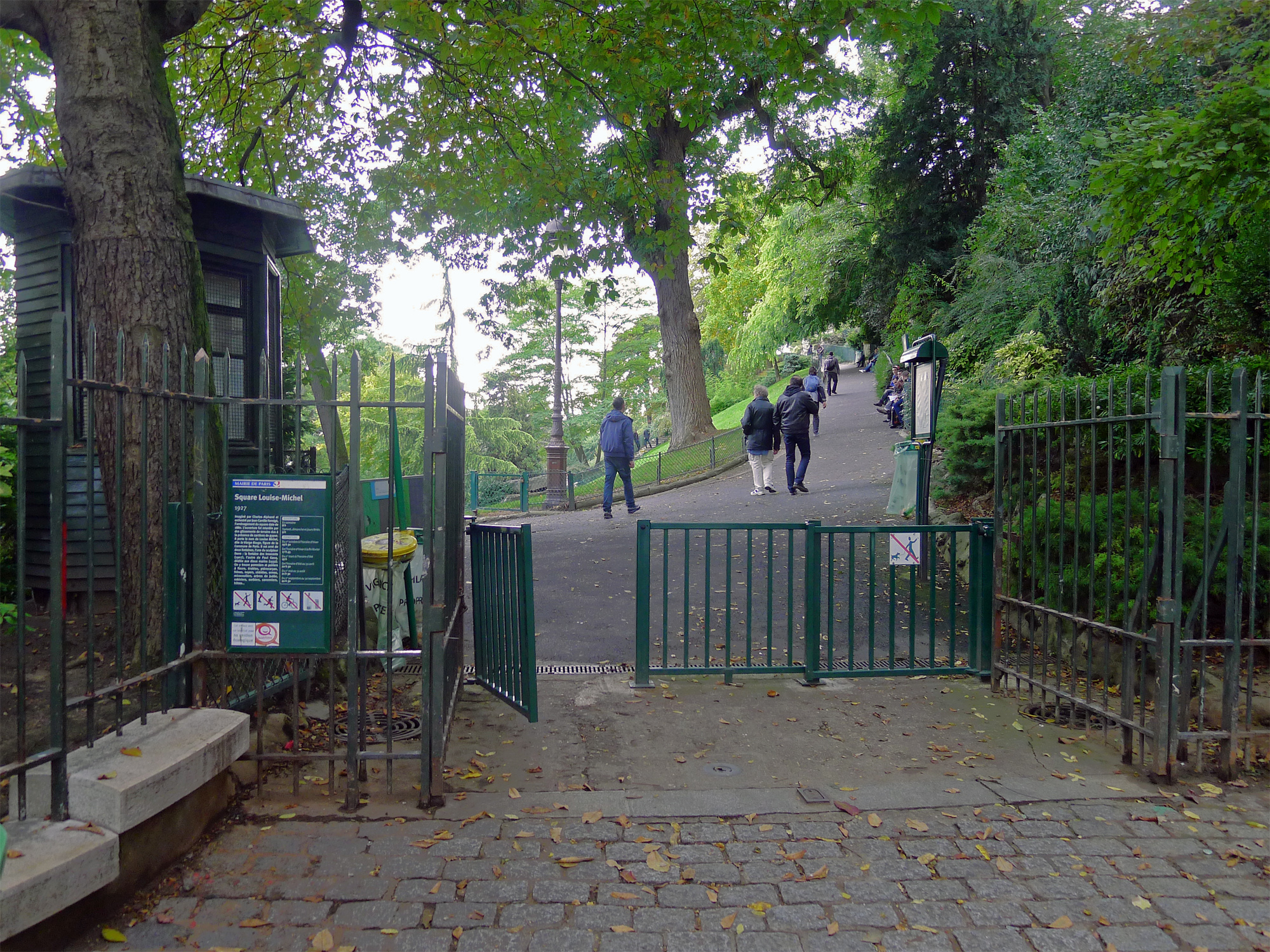
L'entrée du square située rue Muller.
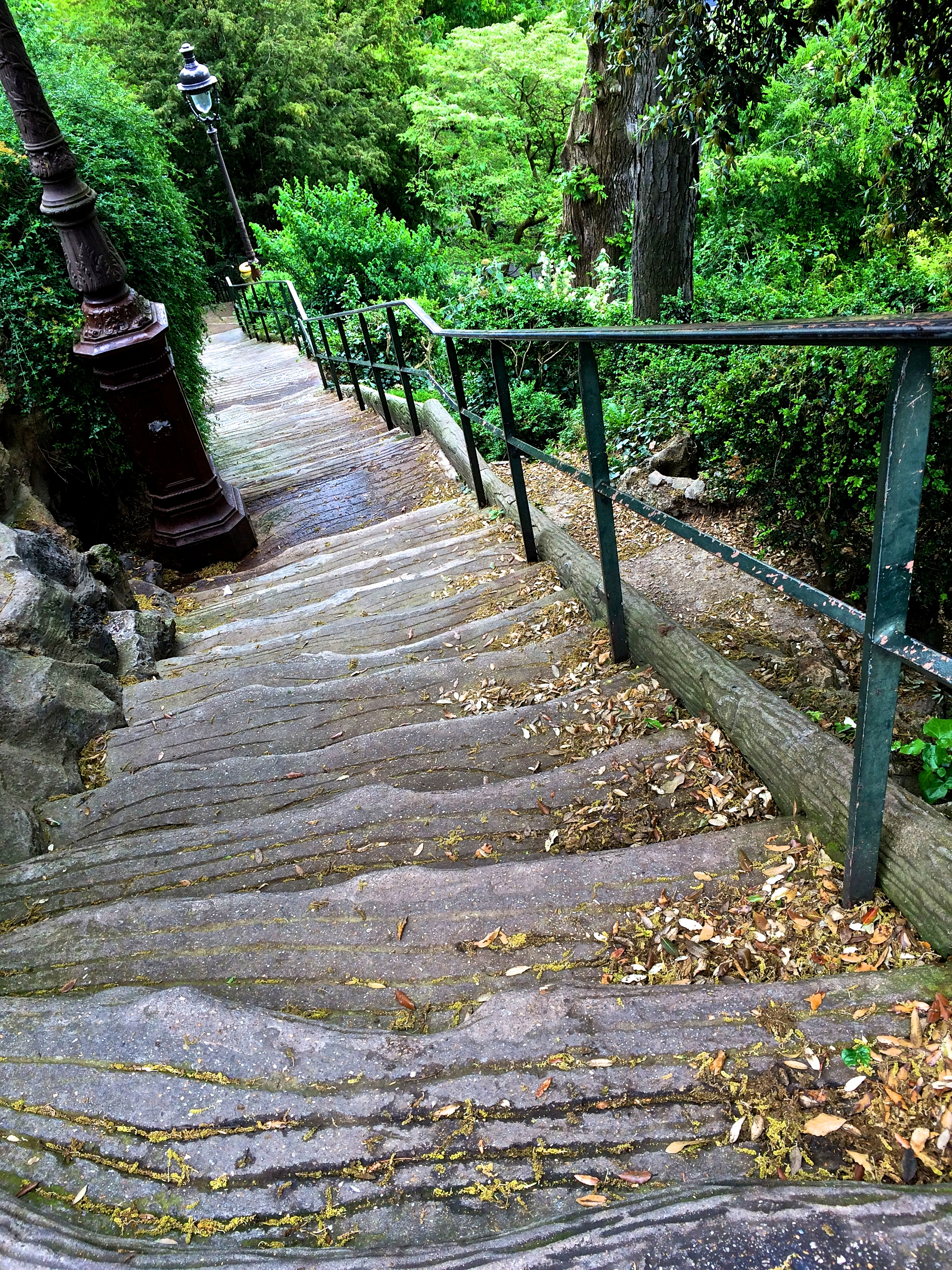
Un escalier intérieur.
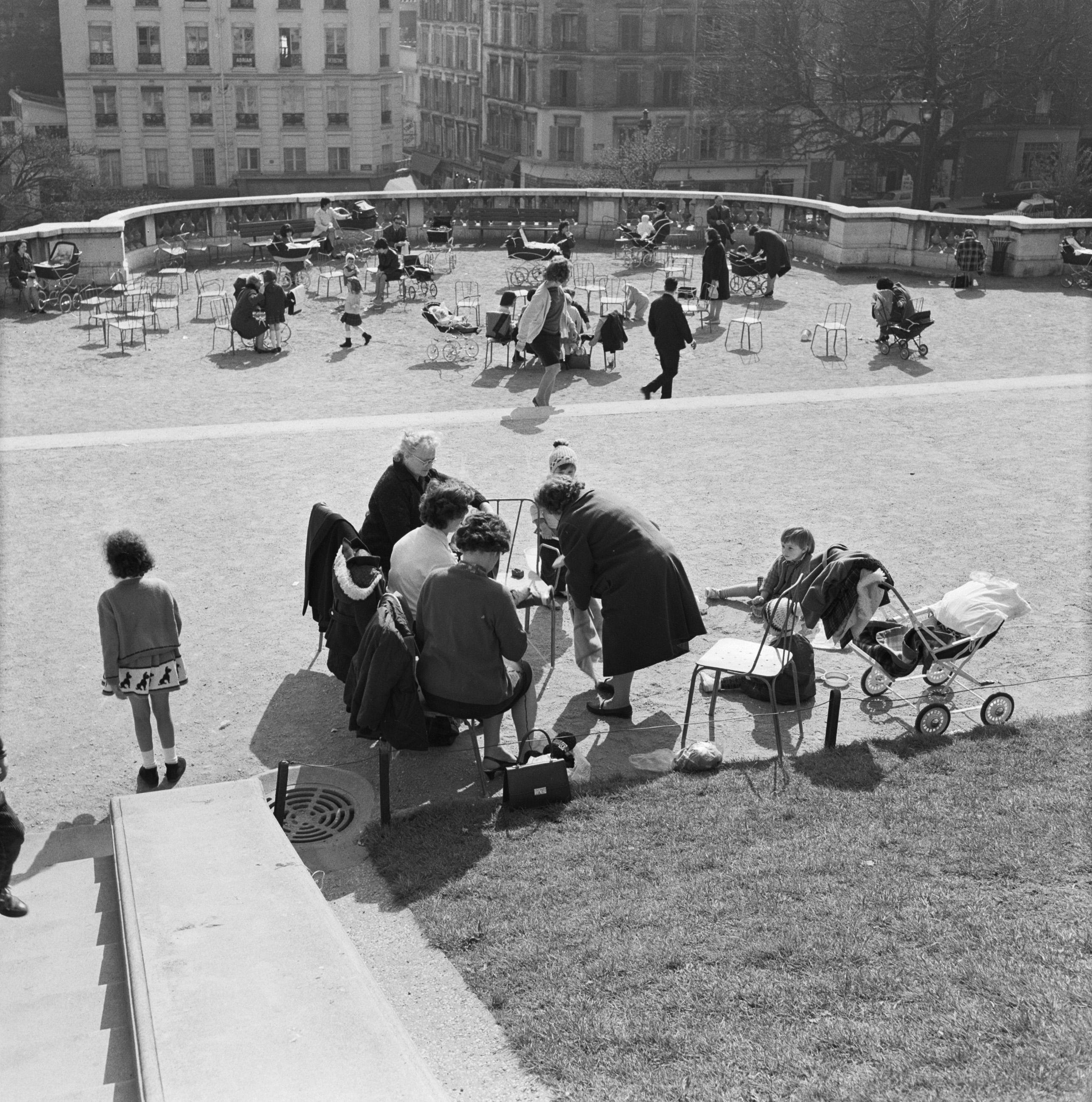
Récréation au pied de la basilique du Sacré-Cœur, photo d'archive de Willem van de Poll (1965).
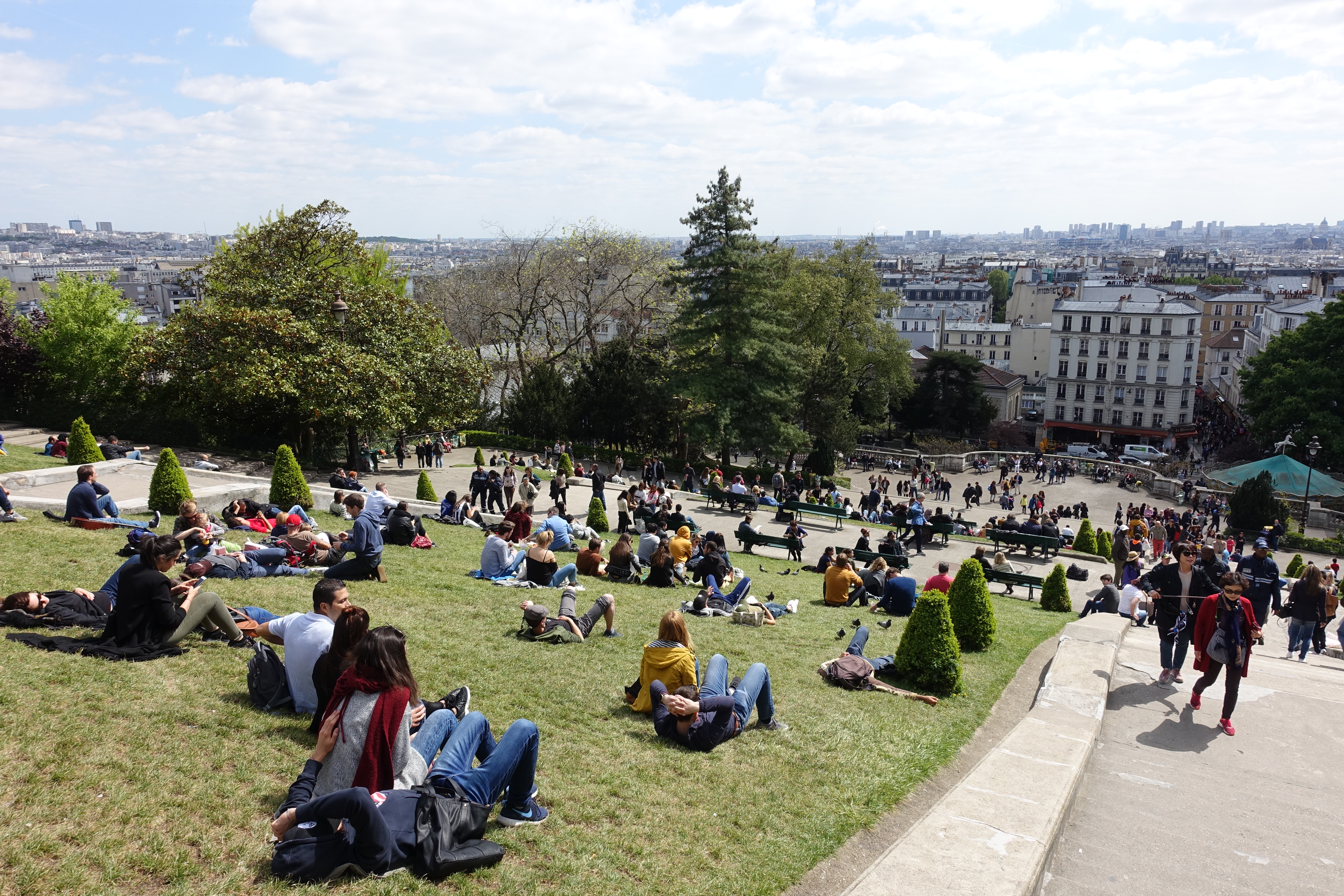
Depuis toujours, touristes et autochtones aiment se prélasser sur les pelouses du square.